# المخيم السابع (غوانتانامو)
المخيم السابع (المعروف أيضا باسم مخيم البلاتين) هو أكثر المخيمات حراسةً في معتقل غوانتانامو في كوبا. وكان موقعه سري في أول سنتين من إنشائه، وكان يحتوى أربعة عشر معتقلًا تصنفهم الولايات المتحدة أنهم «شديدي الأهمية» وتم نقلهم إلى السجون العسكرية في 6 سبتمبر 2006.
وبسبب رغبة السلطات الأمريكية الحفاظ على سرية المكان؛ يلبس المعتقلون أقنعة للوجه عند نقلهم من المخيم السابع إلى أي مكان آخر، كما ترفض السلطات في المخيم السماح للمحامين بمقابلة موكليهم من المعتقلين المعروضين على المحاكم العسكرية بحجة أنهم سيعرفون مكان المخيم وسيكون ذلك خرقًا لأمن المعسكر.
مؤخرًا طلبت القيادة الجنوبية للولايات المتحدة بناء سجن جديد في القاعدة لاستبداله بالمخيم السابع.